# Phaibun Anyapho
Phaibun Anyapho (Roi Et, 14 luglio 1948) è un ex calciatore thailandese di ruolo difensore.

## Carriera
Con la Nazionale thailandese ha partecipato alle Olimpiadi del 1968.